# كورت فوتريخ
كورت فوتريخ (Kurt Wüthrich) هو كيميائي سويسري ولد في 4 أكتوبر 1938.
درس الكيمياء والفيزياء والرياضيات في جامعة برن وأكمل الدكتوراه تحت إشراف سيلفيو فلاب في جامعة بازل وتحصل على الدكتوراه سنة 1964. عمل لمدة قصيرة مع سيلفيو فلاب ثم التحق بجامعة بركلي من سنة 1965 إلى سنة 1967. بين 1967 و 1969 التحق بمختبرات بيل. عاد في سنة 1969 حيث التحق بالمدرسة الفيدرالية المتعددة العلوم بزيورخ وأصبح فيها بروفيسور فيزياء حيوية.
تحصل سنة 2002 على جائزة نوبل في الكيمياء مع جون فين وكويشي تناكا.

## روابط خارجية
- كورت فوتريخ على موقع IMDb (الإنجليزية)
- كورت فوتريخ على موقع الموسوعة البريطانية (الإنجليزية)
- كورت فوتريخ على موقع مونزينجر (الألمانية)
- كورت فوتريخ على موقع إن إن دي بي (الإنجليزية)